# Kasteel Lohn
Kasteel Lohn is een kasteelruïne en voormalig zetel van het Graafschap Lohn gelegen in het centrum van de stad Stadtlohn in Duitsland. Het kasteel werd in 1193 verwoest, waarna de stenen in 1238 werden hergebruikt voor de bouw van de ringmuur rondom het kasteel Bredevoort.

## Geschiedenis
De Graven van Lohn hadden hun zetel op een slot dat tussen de kerk en Berkel stond. Het slot moest de westgrens van het bisdom Munster beschermen onder bisschop Werner van Steußlingen (1132-1151) en werd ook in zijn opdracht gebouwd. Onder bisschop Lodewijk I van Wippra was bepaald dat het een van de acht hoofdhoven was dat rechtstreeks onder de bisschop viel. Deze actie was omstreden en leidde tot verzet te Lohn, Frederik II van Are spande tevergeefs een rechtszaak aan tegen Godschalk II van Loon die het slot wist te behouden. In het jaar 1193 werd het slot desalniettemin door bisschop Herman II van Münster verwoest. De resterende stenen van dit slot werden in 1238 hergebruikt voor de aanleg van de muur rondom Bredevoort. Het is niet duidelijk of het hier om de stadsmuur of ringmuur gaat. Godschalk II van Loon moest in een verklaring afleggen aan bisschop Friedrich dat de stichting van het slot en graafschap slechts in opdracht van de bisschop plaatsvond. Desalniettemin ontstond er een graafschap Lohn doordat de Herman van Loon in samenspel met de graaf van Steinfurt de heerlijkheid Bredevoort erfde in 1238.

## Resten
De kasteelheuvel is nog aanwezig, met enkele muurresten. Het burchtterrein is tegenwoordig een park. In de 17e en 18e eeuw moet hier nog een oven voor aardewerk hebben gestaan. Door aardewerkvondsten kon het bestaan daarvan worden aangetoond.